# Dentro alla scatola
Dentro alla scatola è un singolo del rapper italiano Mondo Marcio, pubblicato il 27 gennaio 2006 come primo estratto dal secondo album in studio Solo un uomo.

## Descrizione
Terza traccia dell'album, Dentro alla scatola è un brano fortemente autobiografico e racconta la travagliata infanzia del rapper vissuta tra psichiatri ed assistenti sociali.

## Video musicale
Il video mostra Mondo Marcio aggirarsi nei sobborghi di Los Angeles mentre esegue il brano.

## Tracce
CD singolo (Italia), download digitale
1. Dentro alla scatola (Album Version) – 4:24
2. Dentro alla scatola (Instrumental) – 4:24
3. Dentro alla scatola (Accappella) – 4:18
4. Per stasera – 3:57

12" (Italia)
- Lato A

1. Dentro alla scatola (Album Version) – 4:24

- Lato B

1. Dentro alla scatola (Instrumental) – 4:24

## Classifiche
| Classifica (2006) | Posizione massima |
| ----------------- | ----------------- |
| Italia            | 2                 |

## Versione con i Finley
Il 25 luglio 2006, Dentro alla scatola è stata rivisitata in chiave rap rock dal gruppo musicale Finley insieme allo stesso Mondo Marcio. La versione del 2006 non differisce solo per la base ma anche per il ritornello, che non è cantato da Mondo Marcio bensì da Pedro, cantante dei Finley.

### Video musicale
Nella prima parte del videoclip si vede Mondo Marcio alla guida di un'automobile in una strada in mezzo ad un bosco. In contemporanea si vedono i Finley suonare su un palco sistemato al centro di una piscina, intorno alla quale si sta svolgendo una festa. Alla fine del video Marcio raggiunge i Finley sul palco e terminano il brano insieme.

### Tracce
1. Mondo Marcio vs Finley – Dentro alla scatola – 4:27
2. Mondo Marcio – L.A. Strippers – 2:54
3. Mondo Marcio vs Finley – Dentro alla scatola (Videoclip)

### Classifiche
| Classifica (2006) | Posizione massima |
| ----------------- | ----------------- |
| Italia            | 12                |